# Yuhanon Qashisho
Yuhanon Qashisho (Esfes, İdil, Imperio otomano; 1918 – Södertälje, Estocolmo, Suecia; 1 de abril de 2001) fue un escritor y poeta asirio.

## Biografía
Yuhanon Qashisho nació en 1918, hijo de un sacerdote. Su familia emigró al sur poco después de haber nacido durante el genocidio asirio, al pueblo de Al Qamishli, en Siria, para reunirse con la ya existente comunidad asiria. En Al Qamishli asistió a una escuela asirio-turoya que implementaba la enseñanza del siríaco, en donde además aprendió árabe e inglés. Al terminar sus estudios, se empleó como profesor en la misma escuela durante seis años, de la cual fue posteriormente director durante tres años, para después mudarse a Alepo en donde fue director de otra escuela asiria por cinco años.
Escribió libros escolares en siríaco que fueron publicados e impresos en Al Qamishli y en los poblados asirios cercanos. Con ayuda de Hanna Salman, Qamisho escribió uno de los primeros libros para la enseñanza del siríaco para estudiantes de nivel secundario.
En 1940, Qashisho y su familia se mudaron a Palestina en donde su padre ejerció el sacerdocio de la parroquia en Belén. Ahí mismo Qashisho ofreció ayuda a refugiados asirios. En 1948 regresó a Siria y dedicó la mayor parte de su tiempo en la enseñanza, la escritura y el periodismo. Durante esos años escribió varios poemas publicados en varias revistas entre las cuales destacan Asiria, El panfleto siríaco de Alepo, La estrella asiria y Huyodo. Entre sus poemas destaca O l-Rèhmat 'Idtan, además de Ho ‘Ohdinan (Dokrinan), este último siendo himno popular nacionalista que fue cantado por los niños asirios de Al Qamishli durante muchos años.
En 1970 emigró una vez más a Suecia, donde escribió una nueva serie de libros orientados a la enseñanza del siríaco a los jóvenes nacidos en ese país titulados Saludos Suecia. Escribió numerosas versiones de diccionarios sueco-siríaco mientras se encontraba en este país. Murió el 1 de abril de 2001 en Södertälje.
Es reconocido como un importante escritor asirio-turoyo del siglo XX. Su obra ha sido referente de varios movimientos político culturales asirios que emergieron en Siria y Líbano. Su obra incluye obras literarias en siríaco la cual incluye alrededor de 200 poemas, diccionarios y libros de texto escolar, estos últimos siendo la referencia de enseñanza turoyo-asiria en Medio Oriente y Europa.

## Obra
- Historias del Este
- Shamiram
- Dolabani
- Sargon
- Mor Afrem
- Ashurbanipal
- Senharib
- Hammurabi
- Shamo es por cuál de ellos
- Julio/Tamuz
- Ishtar
- El árbol de las frambuesas